# Двірець (ставок)
Двірець — озеро (ставок) на території Пуща-Водицького лісу, на західній околиці селища Пуща-Водиця. Третій за переліком ставок на річці Котурка.

## Історія створення
Ставок Двірець, як і сусідні ставки, утворилсь внаслідок загачення річки Котурка, яка власне і протікає через ставки та живить їх водою.

## Розташування
Озеро розташоване на рівнині у лісі . Довжина — 450 м, максимальна ширина — до 70 м.